# Pierre Pollak
Pour les articles homonymes, voir Pollak.
Pierre Pollak, né le 1er janvier 1950 à Grenoble, est un neurologue français, spécialiste de la maladie de Parkinson.
Pierre Pollak a fait sa formation médicale et neurologique à l’université de Grenoble. Cette formation a été complétée à Paris auprès du Pr Agid et dans plusieurs sites nord-américains.
Après un doctorat de médecine en 1978, Pierre Pollak a poursuivi sa carrière hospitalo-universitaire au CHU de Grenoble où il a été nommé professeur de neurologie en 1992 et a créé une unité médicale entièrement consacrée aux troubles du mouvement. .
De 2010 à 2015, il a été chef du service de neurologie des Hôpitaux Universitaires de Genève. Pierre Pollak a participé à la publication de plus de 250 articles dans le domaine des troubles du mouvement, notamment le tremblement essentiel et la maladie de Parkinson à laquelle il a consacré un livre dédié aux patients et à leur famille. Pierre Pollak a reçu plusieurs récompenses dont le Grand Prix de la fondation pour la recherche médicale décerné par l’Académie des Sciences.
En collaboration avec Alim Louis Benabid, Il a été un pionnier de la stimulation cérébrale profonde dans le traitement de la maladie de Parkinson.